# Wilhelm Friedrich Schlotterbeck
Wilhelm Friedrich Schlotterbeck (* 23. Februar 1777 in Hertingen (heute Ortsteil von Bad Bellingen), Vorderösterreich; † 6. April 1819 in Wien, Österreich) war ein österreichischer Landschaftsmaler, Zeichner, Grafiker und Kupferstecher, der durch seine romantischen Landschaftsansichten in der damals noch neuartigen Aquatinta-Technik berühmt wurde.

## Leben
Wilhelm Friedrich Schlotterbeck war der Sohn des Pfarrers Philipp Jakob Schlotterbeck (1728–1786). Obwohl der Vater, der schon 1780 ein kranker, hinfälliger Mann war, im Jahr 1786 mit 58 Jahren früh verstorben war und die Mutter daraufhin in ärmlichen Verhältnissen lebte, schickte sie ihren Sohn, dessen zeichnerische Begabung sie erkannt hatte, im Jahr 1790 ins nahe Basel zum Studium bei Christian von Mechel (bis 1796). Sein Mitschüler war damals Christian Haldenwang. Noch in seinen Jugendjahren in der Schweiz schuf er u. a. zwölf kleine Ansichten aus dem Gebiet um Zürich, der Zentralschweiz und dem Berner Oberland.
Gemeinsam mit Haldenwang folgte Schlotterbeck im September 1796 einem Ruf an die Chalkographische Gesellschaft (1795–1806) in Dessau, wo er bis 1800 tätig war. Vier seiner dort geschaffenen Stiche nach Zeichnungen von Claude Lorrain gerieten bald in Napoleons Kunstbeute und kamen später in die Eremitage in Sankt Petersburg.
Aufgrund der Wirren des Zweiten Koalitionskrieges verließ Schlotterbeck Dessau und kam im September 1801 nach Wien, wo er bald überwiegend für den Kunstverleger Tranquillo Mollo arbeitete. Dieser schickte ihn in den Jahren 1803/1804 auf eine „künstlerische Entdeckungsreise“ nach Salzburg, Tirol und in die Steiermark. Eine zweite Kunstreise führte ihn nach St. Pölten, Melk, Enns, Steyr, Eisenerz, Graz und Mariazell. Auf diesen Reisen entstanden bis zum Jahr 1810 über 100 Zeichnungen.
In den folgenden Jahren entstanden Ansichten von Baden bei Wien und aus dem Helenental. Im Jahr 1806 erschienen in Wien 60 Radierungen mit Ansichten aus den Gebieten Salzburg und Berchtesgaden. Schlotterbecks Landschafts- und Trachtenserien führten auch zu einem wirtschaftlichen Erfolg seines Verlegers Mollo.
Vor seinem Tod im April 1819 führte ihn noch eine letzte Kunstreise nach Ungarn.